# Johannes Ronge
Johannes Ronge (né le 16 octobre 1813 à Bischofswalde dans l'arrondissement de Neisse (de) et mort le 26 octobre 1887 à Vienne en Autriche-Hongrie) est un prêtre catholique allemand. Opposé, entre autres, à l'ultramontanisme, à la pratique indulgencière et au culte des reliques, il quitte l'Église catholique et fonde l'Église schismatique des Catholiques allemands en 1844, puis participe à la création de la Fédération des congrégations religieuses libres d'Allemagne (de) en 1859.

## Biographie
Ronge est né dans une grande famille d'agriculteurs à Bischofswalde, étudie au lycée de Neisse de 1827 à 1837 et étudie la théologie catholique à l'Université de Breslau de 1837 à 1839, où il est membre de la fraternité Teutonia de Breslau (de)  et enfin étudie au séminaire.
Au cours de la période politique d'avant mars, l'Église catholique romaine dans les états allemands s'émeut par l'émergence de l'ultramontanisme. Après son ordination en 1841, Ronge est jusqu'en 1843 aumônier à Grottkau en Silésie, où il publie l'essai critique de l'église "Rome et le chapitre de la cathédrale de Breslau" en novembre 1842 en janvier 1843 jusqu'à sa suspension par le vicaire du chapitre de Breslau et administrateur diocésain Joseph Ignaz Ritter (de). À l'automne 1844, il écrit une lettre ouverte à Wilhelm Arnoldi (de), évêque de Trèves, contre le pèlerinage de Trèves de 1844 (de), l'exposition de la Sainte Tunique, une relique, que Ronge dénonce comme une fête idolâtre (« vénération idolâtre de reliques » et « spectacle non chrétien »). Cette lettre, une missive ouverte, est publiée dans le Sächsische Vaterlands-Blätter (de) publié par Robert Blum le 13 octobre 1844. Cet article est copié et distribué des milliers de fois, sur quoi l'Église catholique, représentée par l'administrateur du diocèse, excommunie Ronge le 4 décembre de la même année, qui qualifie également le spectacle du pèlerinage de « indulgences modernes » et met en garde contre le « pouvoir tyrannique de la hiérarchie romaine ». Le 10 novembre; Heinrich Förster a prêché un sermon dans la cathédrale ( L'ennemi vient quand le peuple dort, de Matthieu 13, 25) contre Ronge.
En janvier 1845, Ronge appelle à la fondation d'une nouvelle église "sans Rome" à Laurahütte (de) près de Beuthen, où il enseigne aux enfants fonctionnaires de l'usine sidérurgique après sa suspension, qui en mars 1845 se donne le nom de catholique allemand. Le premier service de la nouvelle "communauté germano-catholique" a lieu sous leur premier pasteur et prédicateur Ronge le 9 mars 1845 dans l'église de l'hospice de Breslau.
En 1845, la congrégation de Breslau compte déjà 1 200 membres, 50 000 en Silésie, et à la fin de l'année le nombre de congrégations germano-catholiques dans toute l'Allemagne est de 173.
À leur Synode de 1847, 259 paroisses des "catholiques allemands" sont représentées. Ce nouveau mouvement de réforme - l'écrivain Karl von Holtei qualifie Ronge de "réformateur" - est bien accueilli par le protestantisme libéral, plus tard il y aura une combinaison des deux éléments de réforme, au mouvement religieux alors libre.
En 1848, Ronge participe au Pré-parlement de Francfort et appartient à l'aile démocratique radicale. En raison de sa critique publique du roi de Prusse dans un article, il doit fuir le royaume de Prusse en 1849 et émigre en Angleterre, où en 1851 il rencontre la militante des droits des femmes et éducatrice Bertha Traun, née Meyer avec qui il se marie civilement. En 1852, il fonde la Humane Religious Community à Londres. Après une amnistie, il peut retourner en royaume de Prusse en tant que prédicateur dans sa congrégation de Breslau en 1861, fait campagne pour la création d'une église nationale libérale et tente également de gagner les congrégations juives réformées à l'idée d'une religion générale libre. Ronge est membre de la franc-maçonnerie.

## Travaux
- Johannes Ronge, « Rom und das Breslauer Domcapitel », Sächsische Vaterlands-Blätter, no 135,‎ 1842, p. 559.
- Johannes Ronge, Rom und das Breslauer Domkapitel, 1843.
- Johannes Ronge, « Urtheil eines katholischen Priesters über den heiligen Rock zu Trier », Sächsische Vaterlands-Blätter, no 164,‎ 13 octobre 1844, p. 667.
- Johannes Ronge, Urteil eines katholischen Priesters über den „heiligen Rock“ zu Trier., Wesel, J. Bagel, 1844 (lire en ligne).
- Johannes Ronge, Johannes Ronge’s Erste Rede, gehalten in der Versammlung der freien christlichen (deutsch-katholischen) Gemeinde zu Wien, Wien, Kaulfuß Witwe/Prandel & Comp., 1848.
- Johannes Ronge, The Reformation of the 19th Century, Londres, 1852.
- Johannes Ronge, Die nationale Bewegung und die religiöse Reform, Frankfurt/M., 1862.
- Johannes Ronge, Neue religiöse Reform, Organ des deutschen Reform-Vereins zur Förderung freier protestantischer Gemeinden resp. der freien deutschen Nationalkirche, Kindergärten, Schulen, Fortbildungsschulen, 1864.
- Johannes Ronge, Religionsbuch für den Unterricht der Jugend in Familie und Schule in den freireligiösen, deutsch-katholischen und freiprotestantischen Gemeinden, Darmstadt, 1882.